# Ernest Pérochon
Ernest Pérochon (24. februar 1885 i Courlay – 10. februar 1942 i Niort) var en fransk forfatter, der i 1920 fik Goncourtprisen for romanen Nêne.